# Басараби (Сучава)
Басараби (рум. Basarabi) насеље је у Румунији у округу Сучава у општини Преутешти. Oпштина се налази на надморској висини од 267 m.

## Становништво
Према подацима из 2002. године у насељу је живело 1704 становника, од којих су сви румунске националности.